# لیومار لیریا
لیومار لیریا (به پرتغالی: Léomar Leiria) هافبک اهل برزیل است که در شهر Marechal Rondon، پارانا، برزیل  و در تاریخ ۲۶ ژوئن ۱۹۷۱ به دنیا آمده‌است.
لیومار لیریا در تیم‌های فوتبال Atlético Paranaense سابقهٔ حضور دارد.